# E domani il mondo intero
E domani il mondo intero (Und morgen die ganze Welt) è un film del 2020 diretto da Julia von Heinz.
Il titolo originale del film è tratto da un verso della poesia Es zittern die morschen Knochen, scritta nel 1932 da Hans Baumann ed adottata come inno dalla Reichsarbeitsdienst nel 1935.
È stato presentato in concorso alla 77ª Mostra internazionale d'arte cinematografica di Venezia e scelto per rappresentare la Germania nella categoria per il miglior film internazionale ai premi Oscar 2021.

## Trama
Luisa, una giovane studentessa di legge di famiglia nobiliare, si è appena unita alla sezione locale di Antifa quando scopre assieme ai suoi amici Alfa e Lenor di un attentato terroristico pianificato da un gruppo neonazista. Nel tentativo di andare più a fondo, si immergono nella scena dell'estrema destra locale e delle sue connessioni in politica, arrivando a domandarsi fin dove sono disposti a spingersi per difendere la loro democrazia liberale.

## Promozione
Il primo trailer del film è stato diffuso online il 28 luglio 2020.

## Distribuzione
Il film è stato presentato in anteprima il 9 settembre 2020 in concorso alla 77ª Mostra internazionale d'arte cinematografica di Venezia. L'anteprima tedesca si è tenuta al Festival internazionale del cinema di Hof il 20 ottobre 2020, venendo poi distribuito nelle sale cinematografiche tedesche da Alamode Film a partire dal 29 ottobre seguente.

## Accoglienza
Per Paolo Mereghetti del Corriere della Sera: «lo smarrimento intellettuale dei giovani, affascinati da una radicalità sempre più assoluta, spiegano le ragioni della regista, ma lei stessa alla fine sembra incapace di fare davvero i conti con le scelte che fa compiere ai suoi protagonisti, schiacciati tra velleità rivoluzionarie e rabbia antisistema, e indirizza il film verso una conclusione che cerca, un po' farisaicamente, di salvare tutte le posizioni.»

## Riconoscimenti
- 2020 - Mostra internazionale d'arte cinematografica[1][8]
  - In concorso per il Leone d'oro al miglior film
  - In concorso per il Queer Lion